# Ансени
Ансени (фр. Ancenis) је насељено место у Француској у региону Лоара, у департману Атлантска Лоара.
Према подацима из 1990. године број становника у месту је био 6.896, а густина насељености је износила 344 становника/km².

## Демографија
| 1962. | 1968. | 1975. | 1982. | 1990. | 2011. |
| ----- | ----- | ----- | ----- | ----- | ----- |
| 5.102 | 5.648 | 6.997 | 7.076 | 6.896 | 7.535 |